# Santa Maria (Bulacan)
Santa Maria é um município de  primeira classe de renda municipal (d) na província Bulacan, nas Filipinas. De acordo com o censo de 1 de maio  de  2020 possui uma população de 289 820 pessoas e 70 619 domicílios.